# Clásica Campo de Murviedro
La Clásica Campo de Murviedro (oficialmente: Clàssica Camp de Morvedre) es una carrera de un día profesional de ciclismo en ruta que se disputa en España, en la comarca de Campo de Murviedro.
Su primera edición se celebró en 1982, con el nombre de Vuelta Camp de Morvedre, y se disputó de manera ininterrumpida hasta 1989. Entonces desapareció y no regresó al calendario ciclista hasta 2025, cuando se integró como prueba de categoría 1.2 en el UCI Europe Tour.

## Palmarés
| Año                        | Ganador           | Segundo            | Tercero               |
| -------------------------- | ----------------- | ------------------ | --------------------- |
| Vuelta Campo de Murviedro  |                   |                    |                       |
| 1982                       | Gottfried Schmutz | Marino Lejarreta   | Jesús Rodríguez Magro |
| 1983                       | Eduardo Chozas    | Juan Fernández     | Harald Maier          |
| 1984                       | José Luis Laguía  | José Luis Navarro  | Guillermo Arenas      |
| 1985                       | Javier Castellar  | Bernard Hinault    | Federico Echave       |
| 1986                       | Peter Hilse       | Pedro Delgado      | Guillermo Arenas      |
| 1987                       | Roland Le Clerc   | Stephen Roche      | Pedro Delgado         |
| 1988                       | Erich Mächler     | Peter Hilse        | Roland Le Clerc       |
| 1989                       | Peter Hilse       | Rolf Gölz          | Laurent Jalabert      |
| 1990-2024                  | No se disputó     | No se disputó      | No se disputó         |
| Clásica Campo de Murviedro |                   |                    |                       |
| 2025                       | Urko Berrade      | Nicolas Breuillard | Sergio Chumil         |

## Palmarés por países
| País     | Victorias |
| -------- | --------- |
| España   | 4         |
| Suiza    | 2         |
| Alemania | 2         |
| Francia  | 1         |